# طاهر أباد (تشايبارة)
طاهر أباد (بالفارسية: طاهرآباد) هي قرية تقع في أذربيجان الغربية في إيران. يقدر عدد سكانها بـ 278 نسمة بحسب إحصاء 2016.